# 5-Fenil-1,5-hexanodiol
5-Fenil-1,5-hexanodiol é o composto orgânico, um álcool aromático, de fórmula C12H18O2, SMILES CC(O)(CCCCO)C1=CC=CC=C1, de massa molecular 194,274 g/mol , classificado com o numero CAS 647028-16-8.
É sintetizado a partir de arenos, como o naftaleno, e tetraidrofurano pelo tratamento com catalisadores com redução na presença de lítio.